# Dan Virgil Voiculescu
Dan Virgil Voiculescu (n. 14 iunie 1949, București) este un matematician româno-american cu contribuții în teoria probabilităților.

## Biografie

### În România
Dan-Virgil Voiculescu este fiul medicului neurolog Vlad Voiculescu. În 1973 este numit asistent universitar, iar în 1977 primește titlul de doctor în matematică. Activează ca cercetător la Institutul de Matematică al Academiei Române și la Institutul de creație științifică și tehnică (INCREST). În 1978 este numit coordonator și vicepreședinte al juriului la cea de-a 20-a Olimpiadă Internațională de Matematică.
În 1981 primește dreptul de a conduce doctorate, an în care petrece un stagiu la Universitatea Berkeley, ca profesor asociat.  În 1986 este din nou invitat aici la un Congres Internațional de Matematică.

### În Statele Unite ale Americii
Rămâne în Statele Unite și primește cetățenia americană, deși nu renunță la cea română. De-a lungul anilor, obține rezultate deosebite în cercetarea matematică.
Este nominalizat pentru Medalia Fields, dar nu primește acest prestigios premiu deoarece mai fusese acordat pentru aceleași cercetări cu patru ani în urmă.
După 1990 a colaborat ca cercetător cu numeroase foruri științifice internaționale, printre care se pot menționa, Centre de Recherches Mathematiques (Montreal), Université Paris VI, ETH Zürich, Centre National de Recherches Scientifiques și École Normale Supérieure. În 1997 a primit prestigioasa bursă Guggenheim. La Berkeley, Dan Virgil Voiculescu este coleg cu laureatul Fields, Vaughan Jones.